# Beyond dreams
Beyond dream is het zesde studioalbum van de Zweedse muziekgroep Galleon. Het is hun eerste album dat gedistribueerd wordt door het platenlabel Progress Records. Het is tevens het eerste album zonder Micke Värn, die een bedankje krijgt. Het album is opgenomen in Ljusne, in de eigen geluidsstudio. De nieuwe gitarist Sven Larsson werd gerekruteerd door Ulf Petterson.
Galleon krijgt meer en meer grip op Europa. Er volgen tournees naar Engeland, België en ook Nederland.

## Musici
- Göran Fors – zang, basgitaar, baspedalen
- Ulf Petterson – toetsinstrumenten
- Sven Larsson – gitaar
- Dan Fors – slagwerk

## Muziek
De muziek is van Galleon, de teksten van Ulf Petterson, tenzij anders vermeld.

| Nr. | Titel                  | Duur |
| --- | ---------------------- | ---- |
| 1.  | Before the sunrise     | 9:09 |
| 2.  | Let us be amazed       | 8:58 |
| 3.  | The ballad of fortune  | 7:55 |
| 4.  | The dream              | 3:09 |
| 5.  | Dreamland (Göran Fors) | 8:19 |
| 6.  | Parasite               | 8:07 |
| 7.  | Sailing on by          | 6:25 |